# Darius Kvedaravičius
Darius Kvedaravičius (* 18. März 1974 in Lentvaris) ist ein litauischer Architekt und liberaler Politiker. Von 2020 bis 2022 war er Vizeminister für Umwelt.

## Leben
Nach dem Abitur 1992 an der Vytautas-Magnus-Mittelschule in Trakai absolvierte Darius Kvedaravičius ein Bachelor- und Masterstudium des Managements an der Vilnius University Business School  der Universität Vilnius und 2004 ein Bachelorstudium der Architektur an der VGTU in der litauischen Hauptstadt Vilnius. Danach arbeitete er als Architekt im Unternehmen UAB „Trakuva“ und leitete als Direktor das Unternehmen UAB „Efirė“. Von 2019 bis 2020 leitete er als Direktor die Verwaltung der Rajongemeinde Trakai.
Von Dezember 2020 bis April 2020 Darius Kvedaravičius stellvertretender Umweltminister Litauens als  Stellvertreter von Simonas Gentvilas im Kabinett Šimonytė. Seine Nachfolgerin wurde Daiva Veličkaitė-Matusevičė.
Darius Kvedaravičius ist  Mitglied der LRLS.
Darius Kvedaravičius ist verheiratet. Er hat eine Tochter und einen Sohn.